# Planetario Digital José Castro Mendivil
El Planetario Digital José Castro Mendivil, también denominado como Planetario Morro Solar, está ubicado en el Distrito de Chorrillos en la cima del Morro Solar, en la ciudad de Lima (Perú).
Es uno de los planetarios más importantes de Lima y del Perú.

## Historia
Es el primer centro de observación astronómica del Perú, y fue construido y dirigido por el ingeniero Víctor Estremadoyro Robles. Desde el año 2010 cuenta con un sistema de proyección digital, convirtiéndose en uno de los más modernos del país. Este recinto, además de ser un museo de sitio, presenta temas relacionados con astronomía como telescopios de diferente tipo, artefactos de cometería civil.

## Planetario
El planetario digital de Lima está compuesto por 2 niveles o plantas; en el primero hay un museo de sitio en el que se exhiben cuadros relacionados con los temas de astronomía y astronáutica, así como algunos dioramas.
Se muestran instrumentos astronómicos antiguos (siglo XIX) entre los que destaca el Telescopio del escritor Ricardo Palma y algunos modernos para que el público pueda diferenciar sistemas.
También se exhiben algunas piezas arqueológicas de la cultura Ichma que se encuentran en la zona, así como una pequeña muestra de pertrechos militares de la Guerra del Pacífico hallados en el Morro y que sirven como antesala al gran ambiente dentro del Observatorio dónde se está instalando el muestrario principal.
Además, se puede observar una muestra de fósiles (del cretácico inferior) de la zona y una muestra variada de aerolitos como Sideritos, Octaedritos y Breccias precipitados a la Tierra.